# Thomas Kwakman
Thomas Kwakman (Volendam, 15 januari 1875 – Rijpwetering, 8 januari 1955) was een Nederlands priester en pastoor.

## Leven en werk
Kwakman werd in 1875 op het adres wijk 7 nummer 136 (tegenwoordig Noordeinde 54) te Volendam geboren als zoon van de vissersknecht Jacob Kwakman en Neeltje Kieft. Hij werd tot priester gewijd te Haarlem op 15 augustus 1898; vier dagen later droeg hij in de parochiekerk van de H. Vincentius a Paulo te Volendam zijn eerste mis op. Per 26 september 1898 werd hij benoemd tot kapelaan in de parochie van Onze-Lieve-Vrouw-Geboortekerk te Berkel en Rodenrijs. Per 10 maart 1902 volgde zijn benoeming tot kapelaan in de parochie van de H. Willibrordus te Heiloo, op 15 juli 1902 in de parochie van de H.H. Martelaren van Gorcum te Rotterdam en vervolgens op 17 oktober 1903 in de parochie van het H. Hart van Jezus te Amsterdam. Op 23 oktober 1913 kreeg Kwakman eervol ontslag uit de bediening in het bisdom Haarlem, hij vertrok naar Karthause-Hain te Düsseldorf-Unterrath. Na het uitbreken van de Eerste Wereldoorlog moest hij dit kartuizersklooster in Duitsland verlaten. Hij vertrok toen naar St. Hugh's Charterhouse in Parkminster, Sussex, in Engeland. Omdat hij toch niet tot het kartuizerleven geroepen bleek keerde Kwakman eind december 1914 terug naar Nederland. Vanuit Volendam vroeg hij de bisschop van Haarlem, mgr. A.J. Callier, op nieuwjaarsdag 1915 hem een nieuwe arbeidsplaats toe te wijzen. Dat werd een kapelanie in de parochie van de H. Adelbertus te Rinnegom en wel per 6 februari 1915. Ruim twee jaar later, op 7 april 1917, volgde zijn benoeming tot pastoor van de parochie van Onze Lieve Vrouw Hemelvaart te Middelharnis-Sommelsdijk. Hij sloot zijn priesterloopbaan af als pastoor van de parochie van Onze Lieve Vrouw Geboorte te Rijpwetering, waar hij op 16 februari 1924 benoemd werd en tot zijn dood op 8 januari 1955 zou blijven. 
Pastoor Kwakman kreeg in 1932 bekendheid vanwege zijn boekje Profetieën, waarin hij uit allerlei bronnen voorspellingen betreffende het wereldeinde had verzameld. Mede hierdoor en later voor zijn pleidooi voor het invoeren van een devotie tot het Heilig Hoofd van Jezus als Zetel van Zijn goddelijke wijsheid, waartoe het Heilig Officie in 1938 een verbod uitvaardigde, kreeg Kwakman een schrijfverbod opgelegd. Hij kwam in conflict vanwege zijn opvattingen met de toenmalige bisschop van Haarlem, Johannes Aengenent, die rectificatie van zijn publicaties eiste. "Hij kreeg een kerkelijk censor toegewezen die verdere publicaties verhinderde".
De ascetisch ingestelde Kwakman had grote belangstelling voor de moderne kunstrichtingen van zijn tijd. Hij was bevriend met tal van kunstenaars, zoals Alex Asperslagh, Jan Toorop, Joan Collette, Antoon van Welie, Albert Servaes en anderen. Verschillende van hen maakten portretten van de pastoor van Rijpwetering. Deze kunstwerken zijn tegenwoordig in bewaring bij Museum Catharijneconvent in Utrecht. Kwakman was ook zelf actief op het terrein van de kunsten. Hij schreef enkele godsdienstige toneelstukken en voorts een biografie van de zestiende-eeuwse mystica Theresia van Ávila. Kwakman vertaalde in 1933 de biografie van de Engelse schrijfster Cecil Kerr over Teresa Helena Higginson (1844-1905), de Engelse mystica die bekend stond als "De bruid van de gekruisigde". Hij trachtte in 1934 de door haar geopende geopenbaarde devotie tot het Heilig Hoofd van Jezus als Zetel van Zijn goddelijke wijsheid ook in Nederland te propageren, maar ervoer daarbij tegenwerking van onder anderen de Utrechtse aartsbisschop Johannes de Jong.
Kwakman overleed een week voor zijn tachtigste verjaardag. Hij werd in het priestergraf op het parochiekerkhof te Rijpwetering begraven.